# Dendrobium bracteosum
Dendrobium bracteosum är en orkidéart som beskrevs av Heinrich Gustav Reichenbach. Dendrobium bracteosum ingår i släktet Dendrobium, och familjen orkidéer. Inga underarter finns listade i Catalogue of Life.

## Bildgalleri

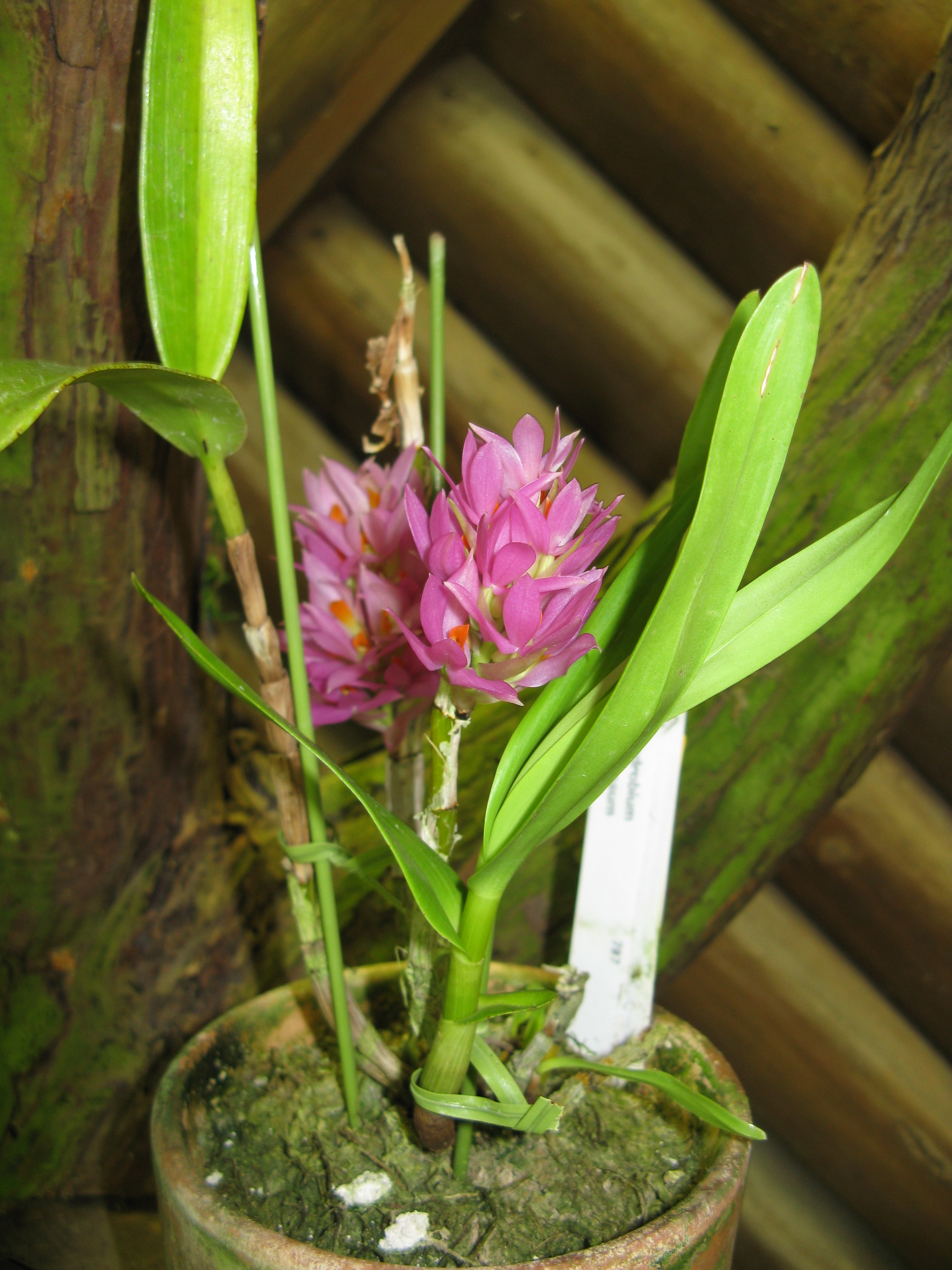
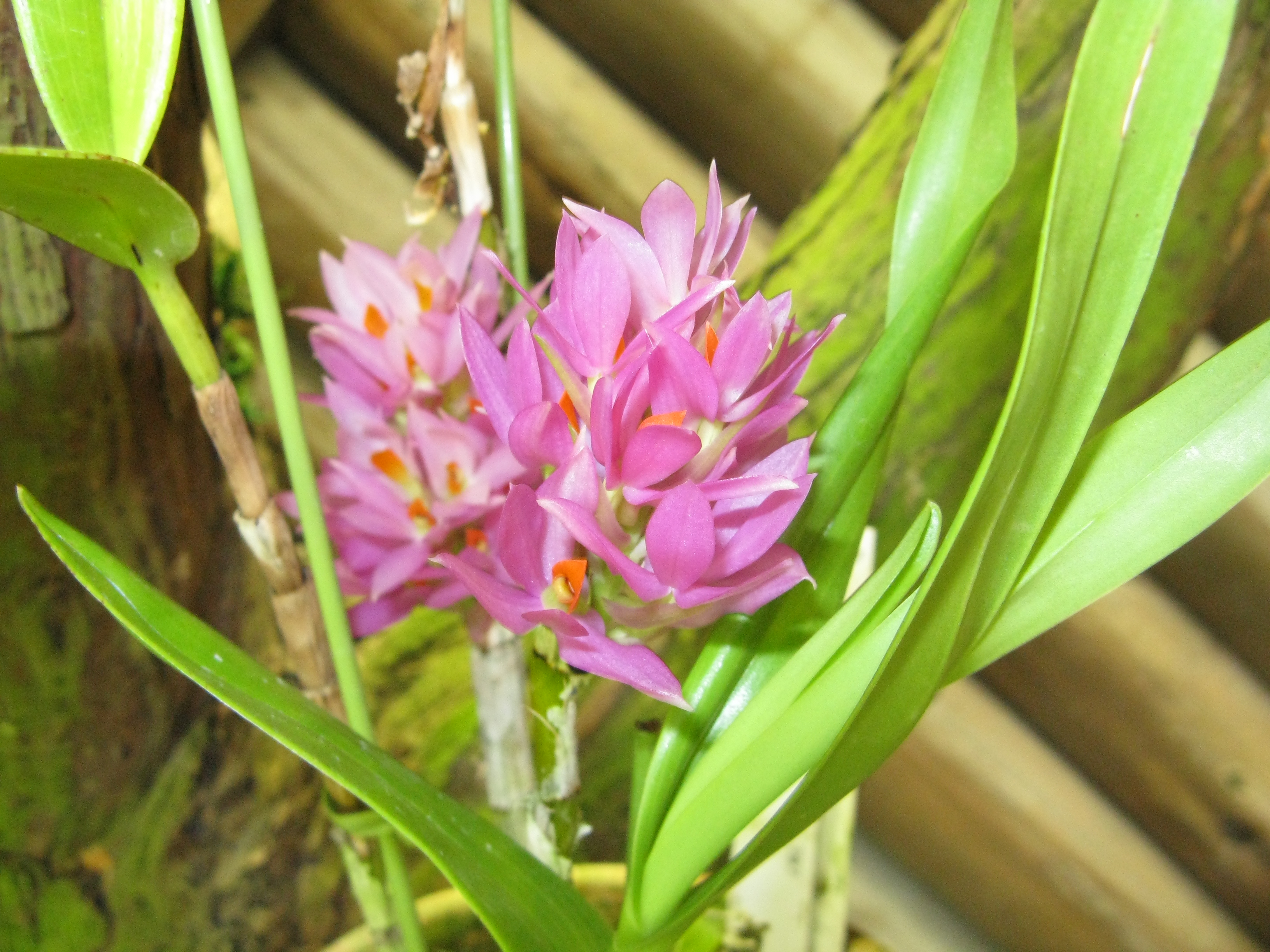
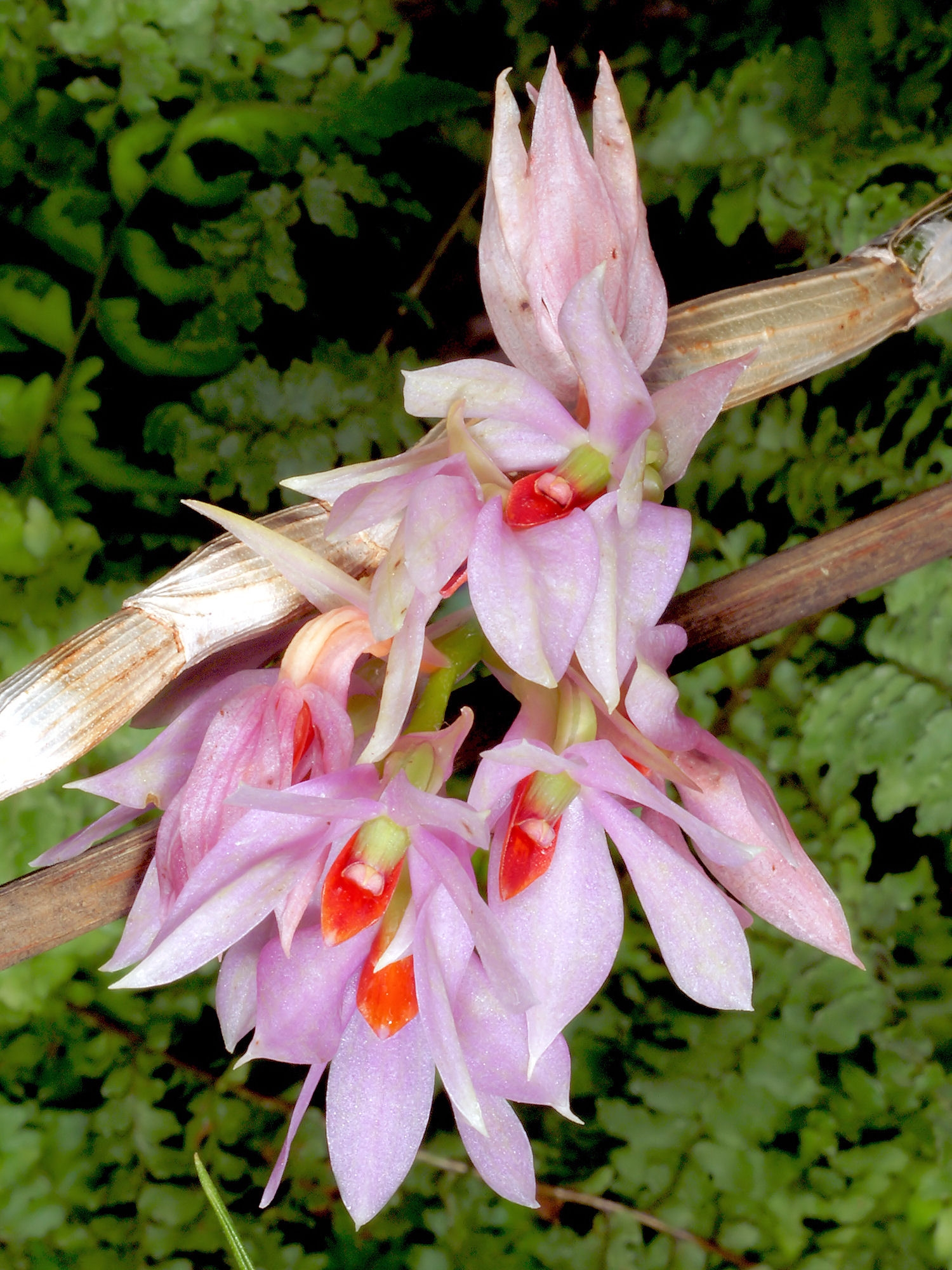
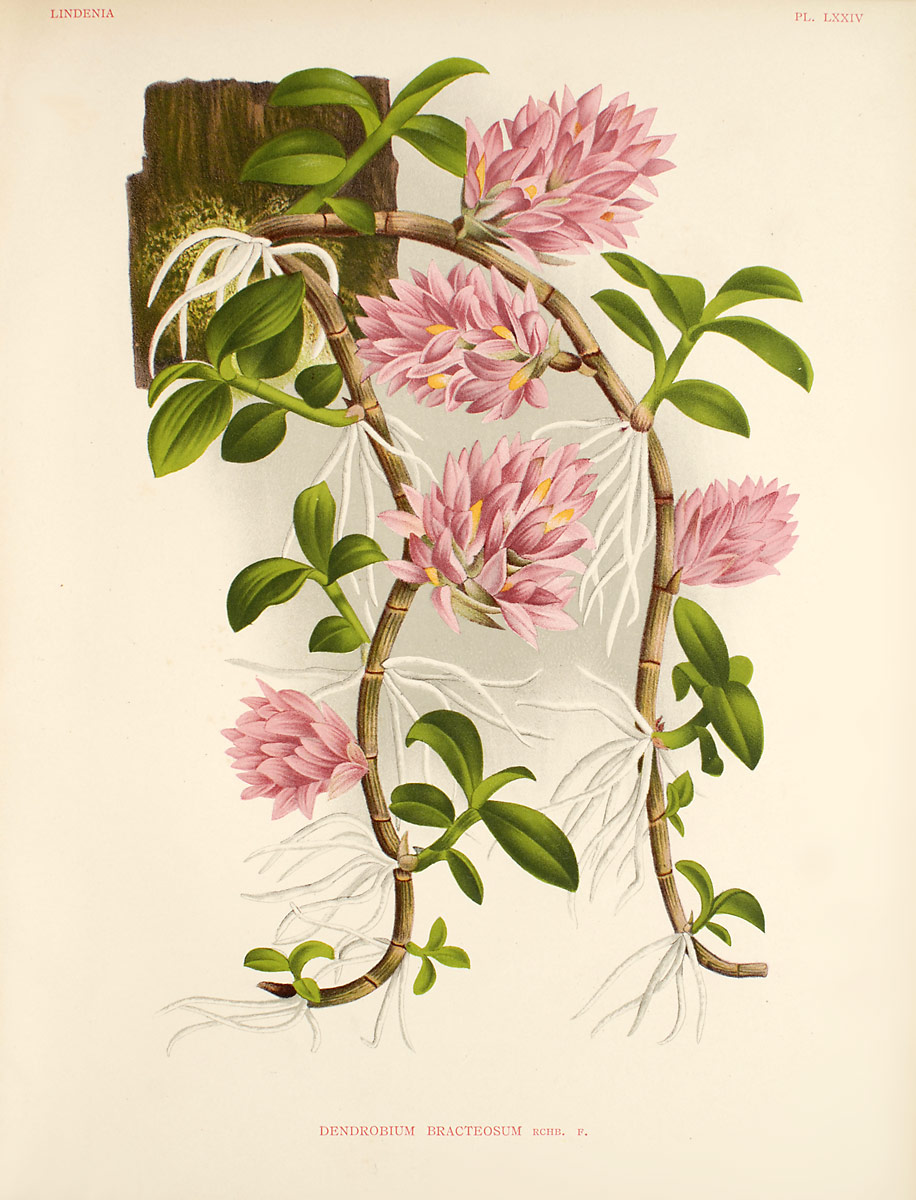